# Graphiurus murinus
Graphiure
Espèce
Statut de conservation UICN

 LC  : Préoccupation mineure
Le Graphiure (Graphiurus murinus) est une espèce de petit rongeur de la famille des Gliridae qui fait partie des loirs africains et qui est notamment élevé en tant que NAC (nouveaux animaux de compagnie).